# Colomba pasquale

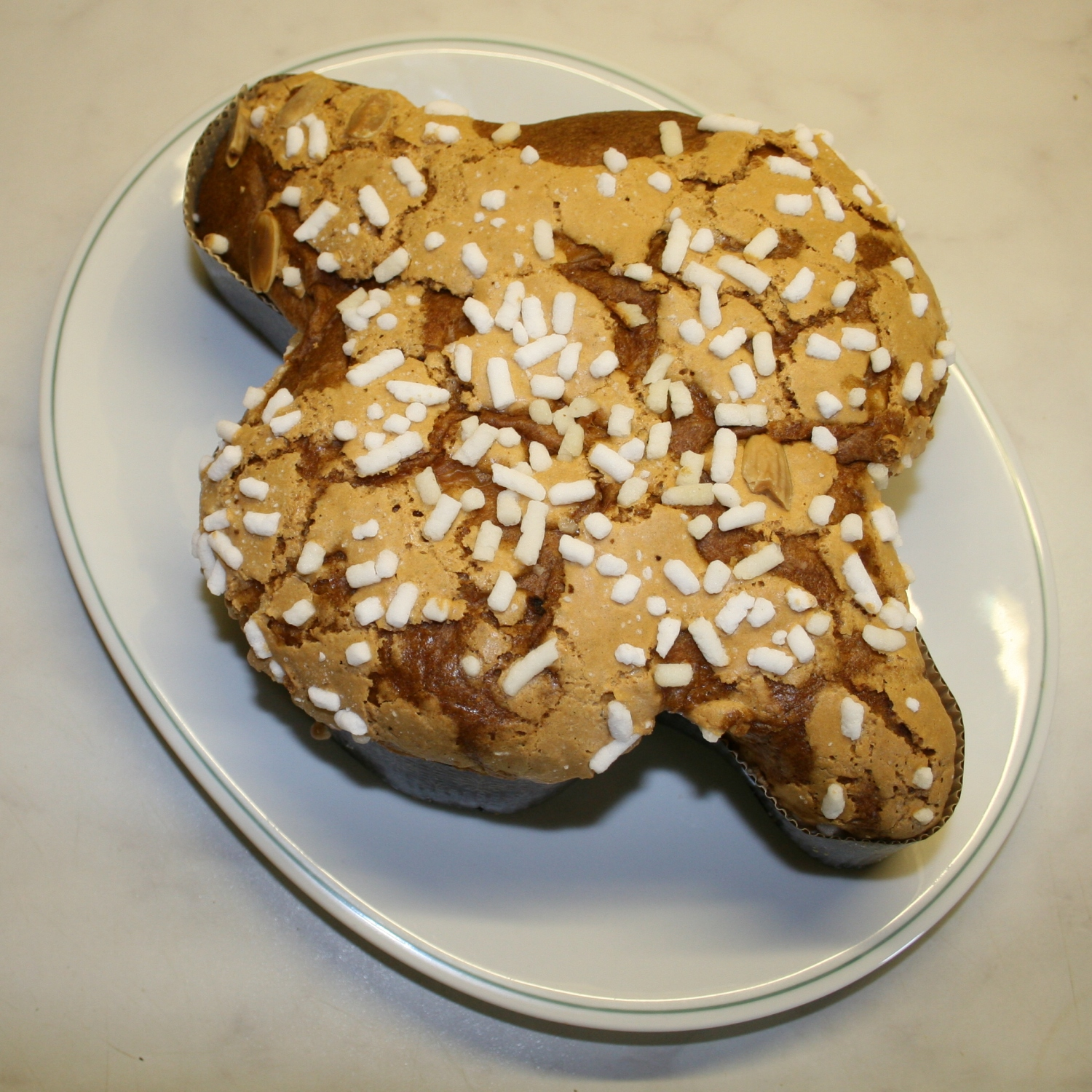
Colomba pasquale con azúcar cande.

La colomba pasquale (en italiano ‘paloma de Pascua’) es un típico dulce de Semana Santa italiano, al igual que el panettone y el pandoro están asociados a la Navidad.
Aunque existen leyendas que remontan el origen de este dulce a la época lombarda, concretamente al rey lombardo Alboino, a quien durante el asedio de Pavía le fue ofrecido en señal de paz un pan con forma de paloma, o lo relacionan con la reina lombarda Teodolinda y al santo abad irlandés Columbano, los orígenes de este complemento indispensable en las mesas de Pascua son mucho más recientes.
Fue Dino Villani, director publicitario de la firma milanesa Motta, ya famosa por sus panettoni navideños, quien en los años 1930 ideó un dulce parecido, para aprovechar la misma maquinaria y materia prima, pero destinado a las fiestas de Semana Santa.
Desde entonces, la colomba pasquale voló sobre las mesas de todos los italianos e incluso mucho más allá de sus fronteras. La masa original, hecha con harina, mantequilla, huevo, azúcar y la ralladura de naranja confitada, con un rico glaseado con almendra, tomó forma y variaciones de todo tipo, para deleite de grandes y pequeños.